# پگاه گلپایگان
پگاه گلپایگان یکی از شرکت‌های تولیدکننده فراورده‌های لبنی است که برخی محصولاتش با نام‌های تجاری آریس و طلیعه نیز به بازار عرضه می‌گردد. این شرکت در شهر گلپایگان استان اصفهان قرار دارد.

## تاریخچه
شرکت پگاه گلپایگان در سال ۱۳۵۲ با خرید ماشین آلات مورد نیاز از کشور بلغارستان تأسیس شده و در سال ۱۳۶۲ به‌عنوان نخستین واحد صنعتی تولید پنیر در ایران تکمیل و راه‌اندازی گردیده است. این شرکت پس از سال ۱۳۷۳ به تولید انواع پنیرهای پرورده، دوغ و ماست مورد توجه قرار گرفت و در سال ۱۳۸۵ اقدام به تولید فراورده‌های استریل وپنیر فتا به روش فراپالایش کرد.

## محصولات
انواع شیرهای استریل، شیرپاستوریزه، پنیرسفید فراپالایش، پنیرپرورده سه گوش، لیوانی و ورقه‌ای، پنیرهای تست، انواع دوغ، انواع ماست، خامه استریل، کشک، پنیر پیتزا، انواع پنیر وکیوم) ساده و طعم دار (پنیرهای رژیمی، پنیر سفید آبنمکی، پنیر بلغاری، انواع ماست، کره، انواع دسر، آب پنیر، آب پنیرتغلیظ شده، روغن حیوانی جزو محصولات تولیدی این شرکت است.

## صادرات
شرکت شیر پاستوریزه پگاه گلپایگان یکی از چهارده شرکت زیرمجموعه شرکت صنایع شیر ایران با تولید بیش از ۶۰ نوع فراورده‌های لبنی از جمله انواع پنیرها (صبحانه، فانتزی، تست، ورقه‌ای، نرم، نیمه سخت و سخت) انواع ماست، انواع شیر (پاستوریزه، استریل)، انواع دوغ، کره، خامه، روغن، انواع پودر (شیرخشک صنعتی، پودر آب پنیر) و… در طعم‌ها و بسته‌بندی‌های مختلف علاوه بر حضور در بازار داخلی در اقصا نقاط کشور، در بازار خارجی نیز فعالیت داشته و به کشورهای ترکمنستان، بحرین، مالزی، عراق، پاکستان، افغانستان، امارات و لبنان و… صادرات دارد.

## جوایز
- واحد تولیدی نمونه ایران در سال ۱۳۷۵
- انتخاب شرکت به عنوان صادر کننده نمونه استان از سوی معاونت غذا و داروی استان
- انتخاب شرکت به عنوان واحد برتر استانی از سوی معاونت غذا و داروی استان اصفهان در روز جهانی غذا

## گواهینامه‌ها
- اخذ گواهینامه‌های رسمی‌ و بین‌المللی که شامل ۳۷ پروانه استاندارد و همچنین گواهینامه‌های ISO:14000، ISO:9001، OHSAS 18001، HACCP می‌باشد.
- اخذ اولین گواهینامه بین‌المللی مدیریت کیفیت ISO:9002 در صنعت لبنیات کشور
- اخذ اولین گواهینامه بین‌المللی مدیریت زیست محیطی ISO:14000 در صنعت لبنیات کشور
- اخذ اولین گواهینامه بین‌المللی مدیریت سیستم ایمنی مواد غذایی HACCP در صنعت لبنیات کشور